# Condor (Rio Grande do Sul)
Condor é um município brasileiro do estado do Rio Grande do Sul.

## História
O território que hoje compreende Condor era parte da sesmaria de Joaquim Thomaz da Silva Prado que, em meados do século XIX, foi dividida em seis estâncias. No final daquele século, começou a colonização por imigrantes alemães. A Empresa de Colonização Dr. Herrmann Meyer, fundada pelo geógrafo que dava nome a ela e comandada pelo pastor luterano Hermann Faulhaber administrava a Colônia Neu-Württemberg, que deu origem à cidade vizinha de Panambi. Percebendo que precisavam ampliar, compraram terras no atual território condorense a partir de 21 de dezembro de 1901, pela Posse Gomes. Os territórios de mato foram ocupados pelos imigrantes alemães, evangélicos em sua maioria, enquanto que as regiões de campo estavam nas mãos de descendentes de portugueses e castelhanos, de maioria católicos.
Os lotes da Colônia em Condor começaram a ser vendidos em dezembro de 1909 e duraram até cerca de 1911. Em 1909, a colonização começou nas linhas Divisa, Raiz, Pinhal e Alfred; em 1910, nas linhas Palmeira, Clara, Herrmann e Zeppelin; em 1911, nas linhas Roland e Siegfrid; em 1915, na linha Emden; e em 1916 nas linhas Weddigen (atual Ramada) e Mambuca. Em 13 de dezembro de 1910, foi fundada Magdalenenneuland, depois Sete de Setembro, que se tornou o quarto distrito de Palmeira em 6 de agosto de 1918. Em 1935, o nome mudou para Vila Liberdade e, em 1º de janeiro de 1945, para Vila Condor, por determinação do IBGE, pois em Minas Gerais já havia um município com este nome. Conforme a lenda, a passagem de um furacão em 1931 teria arrastado um condor para a localidade, vindo daí o nome. Além dos nomes oficiais, Condor também já foi chamada de Boca da Picada e Vila Seca.
O território de Condor era, inicialmente, parte de Rio Pardo, município criado em 1809, depois de Cruz Alta, criado em 1821 e de Palmeira das Missões, criado em 1874. Por fim, de Panambi, a partir de 15 de dezembro de 1954, até a emancipação, em 1966. Quando da movimentação pela emancipação de Panambi, buscou-se corrigir um “erro” histórico: Condor deveria ser parte da nova cidade, e não mais de Palmeira, devido à mesma colonização alemã. Segundo o historiador Wehrmann, para os emancipacionistas “Condor era e sempre seria filha de Panambi. Estão interligados pela história. Seus laços são fortes. Condor emerge e é ampliação de Panambi”. Entre os benefícios de ligar-se a Panambi estavam, segundo os emancipacionistas, a ligação comercial entre as duas, a proximidade geográfica e as relações culturais, espirituais e de parentesco entre os moradores. A disputa entre contrários e favoráveis à emancipação foi violenta, incluindo ataques armados. No plebiscito, em Panambi venceu a ala pró-emancipação, mas em Condor o resultado foi contrário, sob acusações de cancelamentos de títulos de eleitor e ameaças. Dessa forma, Condor votava por continuar sendo parte de Palmeira das Missões.
Em 1953, recomeçava a campanha pela emancipação de Panambi e anexação de Condor. Desta vez, saiu vitoriosa a ala pró-emancipação na consulta. O novo município foi criado em 15 de dezembro de 1954 e, na primeira eleição, realizada no ano seguinte, Condor obteve maioria no legislativo panambiense. No entanto, logo iniciaram as movimentações pela separação de Condor. As iniciativas começaram em 1962, mas é em 1964 que ocorre a primeira reunião. Em 29 de agosto do ano seguinte foi feito o plebiscito, em que 674 eleitores votaram pela emancipação e 543 contra. O município foi criado em 17 de novembro de 1965 e instalado em 14 de maio de 1966. Em 20 de abril de 1966, o presidente da república nomeou Adolfo Ebert como interventor de Condor. O novo município recebeu apenas o prédio da subprefeitura, em precárias condições, sem nem mesmo mobiliário, na atual Praça Pedro Gaertner. Em 14 de maio de 1966, a prefeitura passou para um prédio de alvenaria alugado, localizado na esquina sudoeste das ruas do Comércio e Bento Gonçalves, onde o poder público municipal permaneceu até 28 de dezembro de 1982, quando foi inaugurado o atual centro administrativo municipal.
Ainda em 1966 foi instalada a delegacia de polícia e, no ano seguinte, o município recebia o primeiro grupo de polícia militar. Anteriormente, a cidade era protegida pela polícia de Panambi. Antes disso, porém, a segurança era feita pelos próprios moradores. Durante a Revolução de 1923, os moradores da Colônia Neu-Württemberg (Panambi e Condor) formaram um grupo de autodefesa chamada Selbstschutz, para proteger a cidade dos maragatos. Os armamentos – espingardas, revólveres e facões, principalmente – eram dos próprios moradores. Todos os colonos de 18 a 45 anos tinham a obrigação de servir no Selbstschutz. O grupo, porém, nunca entrou em combate com os adversários e foi desativado após a década de 1920.
A organização dos colonos na Selbstschutz, entretanto, deu frutos. Depois dessa primeira experiência de cooperação nasceu a União Colonial, que buscava fomentar o desenvolvimento agrícola, e a Caixa Rural, primeiro banco do município. A presença de cooperativas permaneceu nos anos seguintes, com a Genossenschaft, a cooperativa do tabaco e a Cooperativa Agrícola Mista Mambuca, por exemplo, e está ativa até hoje, com a Cotripal.
O primeiro professor de Condor foi Venceslau Pinheiro, que chegou ao Rincão dos Pinheiros em 1907 e lecionou em sua casa para crianças da redondeza. No início de 1912, Hermann Faulhaber começou os planos de construção de uma escola ao norte do rio Palmeira. A Escola Particular Palmeira (Palmeira-Schule) foi criada em 7 de outubro de 1912, a primeira de Condor. A educação pública começou a ser oferecida em 1921, com a professora Agostinha Dill. O ensino público estadual começou em 13 de agosto de 1940, com a fundação do Grupo Escolar Liberdade. O ensino médio passou a ser oferecido a partir de 1979. A taxa de escolarização de 6 a 14 anos de idade é de 98,3%.
Em 16 de janeiro de 1952, foi realizada uma reunião para formação da sociedade hospitalar. A fundação da Associação Protetora do Hospital Boa Esperança aconteceu em 19 de julho do mesmo ano. A construção do hospital, porém, só começou em 1957, sendo logo parada. Várias campanhas de arrecadação de material e dinheiro foram realizadas. A inauguração acabou só acontecendo em 18 de março de 1962. Em 25 de maio de 1970 o nome foi alterado para Hospital Beneficente de Condor.

### O combate da Ramada
Em 3 de janeiro de 1925, tropas governistas e da Coluna Prestes confrontaram-se em território condorense. Nas proximidades da Esquina Umbu, em terras dos atuais municípios de Nova Ramada, Santo Augusto, Palmeira das Missões e Condor, um tiroteio teve início ao clarear do dia, entre piquetes de reconhecimento de ambas as tropas. Na Coluna Prestes, teriam sido 50 mortos e cerca de 100 feridos. Sobre as perdas governistas, não se sabe quantas foram. Muitos mortos teriam ficado jogados pelos campos, sendo somente enterrados os de maior patente. No mesmo dia, ao anoitecer, a Coluna Prestes já prosseguiu sua marcha em direção a Campo Novo. Nenhum morador da região morreu. Alguns moradores, porém, teriam seguido com a Coluna.

## Geografia
Localiza-se a 393 km de Porto Alegre, capital do estado. O principal acesso se dá pela BR-158.
O solo é argiloso, profundo e de coloração vermelho-escura. É ácido e moderado em matéria orgânica, fósforo e potássio. A região antigamente coberta por matas é a mais fértil, com a decomposição de basalto arenítico e matéria orgânica.
Possui uma área de 465,188 km², na latitude 28°12’28”S e longitude 53°29’14”W. Limita-se ao sul com Panambi, ao leste com Santa Bárbara do Sul, ao oeste com Ajuricaba, ao norte com Palmeira das Missões e ao noroeste com Nova Ramada e Santo Augusto. Além da sede, as principais localidades são Colônia Cash, Fazenda Cilada, Capão da Chave, Pontão dos Buenos, Esquina Beck, Linha Mambuca, Linha Emden, Barra do Barbosa, Linha Zeppelin, Linha Ramada, Linha Divisa e Rincão dos Pinheiros. A partir da década de 2000, o número de habitantes urbanos ultrapassou os da zona rural.
Os rios de Condor chamam-se Palmeira, Alegre, Divisa (antigo Moritimã) e Barbosa. Entre os afluentes destes estão os arroios Poço Bonito, Raiz, Taipa e Capitão Chico e o Lajeado Moura. Da junção dos rios Barbosa e Palmeira resulta o rio Ijuí.

## Economia
Possui como principal atividade a indústria agropecuária. Em 2018, o salário médio mensal era de 2.5 salários mínimos. A proporção de pessoas ocupadas em relação à população total era de 28.7%.
Até a década de 1930, a economia baseava-se na produção de tabaco, banha e linhaça. Depois, até os anos 1960, ganhou força a comercialização de porco vivo. A partir da década de 1950, porém, começou a mecanização da agricultura, levando ao domínio da soja e trigo, principalmente nos anos 1970 e 1980. No final do século XIX e início de XX, houve grande expansão da produção leiteira. Atualmente, a produção agrícola divide-se entre soja, trigo, milho e cevada, principalmente.
As primeiras indústrias instalaram-se ainda na década de 1910, entre elas funilarias, moinhos, ferrarias, serrarias, marcenarias, olarias, fábricas de queijos, refrigerantes, cervejas e óleo de linhaça. Atualmente, destacam-se as metalúrgicas.

## Cultura
Para preservar os traços culturais dos imigrantes e servir de entretenimento, foram criadas comunidades religiosas, sociedades de cantores, de tiro ao alvo, de lanceiros, de bolão e outras que promoviam atividades esportivas e culturais. As festas de Kerb – aniversário da comunidade – duravam três dias, com festa no domingo e baile nas noites de domingo, segunda e terça. Atualmente, a principal marca da cultura germânica acontece na Oktoberfest, realizada a cada dois anos, cuja primeira edição aconteceu em 1989, por iniciativa do pastor luterano Ermindo Wahlbrink. Para lembrar as tradições gaúchas, o primeiro CTG teria sido criado ainda em 1958.

## Religião
Antes da chegada dos imigrantes alemães, os moradores da região de Condor eram todos católicos. Boa parte dos imigrantes que ali chegaram eram evangélicos luteranos, sendo essas duas denominações as principais do município até os dias de hoje.
Assim que chegaram, a partir de 1909, os imigrantes luteranos já buscaram auxílio pastoral, conduzido primeiro pelo pastor Hermann Faulhaber, de Panambi. Já em 1910 solicitaram a construção de uma igreja na Linha Raiz. A partir de 1912 passou-se a celebrar um culto por mês em casa particular e, mais tarde, na Palmeira-Schule. Em 1913, a Paróquia de Panambi foi dividida em cinco distritos, o quinto deles sendo chamado de Atrás do Palmeira, mais tarde Distrito Palmeira.
Em 1930 decidiu-se pela construção de um templo em terreno doado pela empresa Fischer-Franke. As obras iniciaram em 1º de maio de 1932 e a inauguração aconteceu em 16 de fevereiro de 1936. A partir de 1992, com o aumento do número de membros e envelhecimento da estrutura do antigo templo, começou-se a planejar a construção de uma nova igreja, o que foi decidido em 1994. Em 25 de julho daquele ano começou a demolição da antiga estrutura. Ainda em 1994 foram feitos os fundamentos da nova igreja, com a inauguração sendo feita em 17 de setembro de 2000.

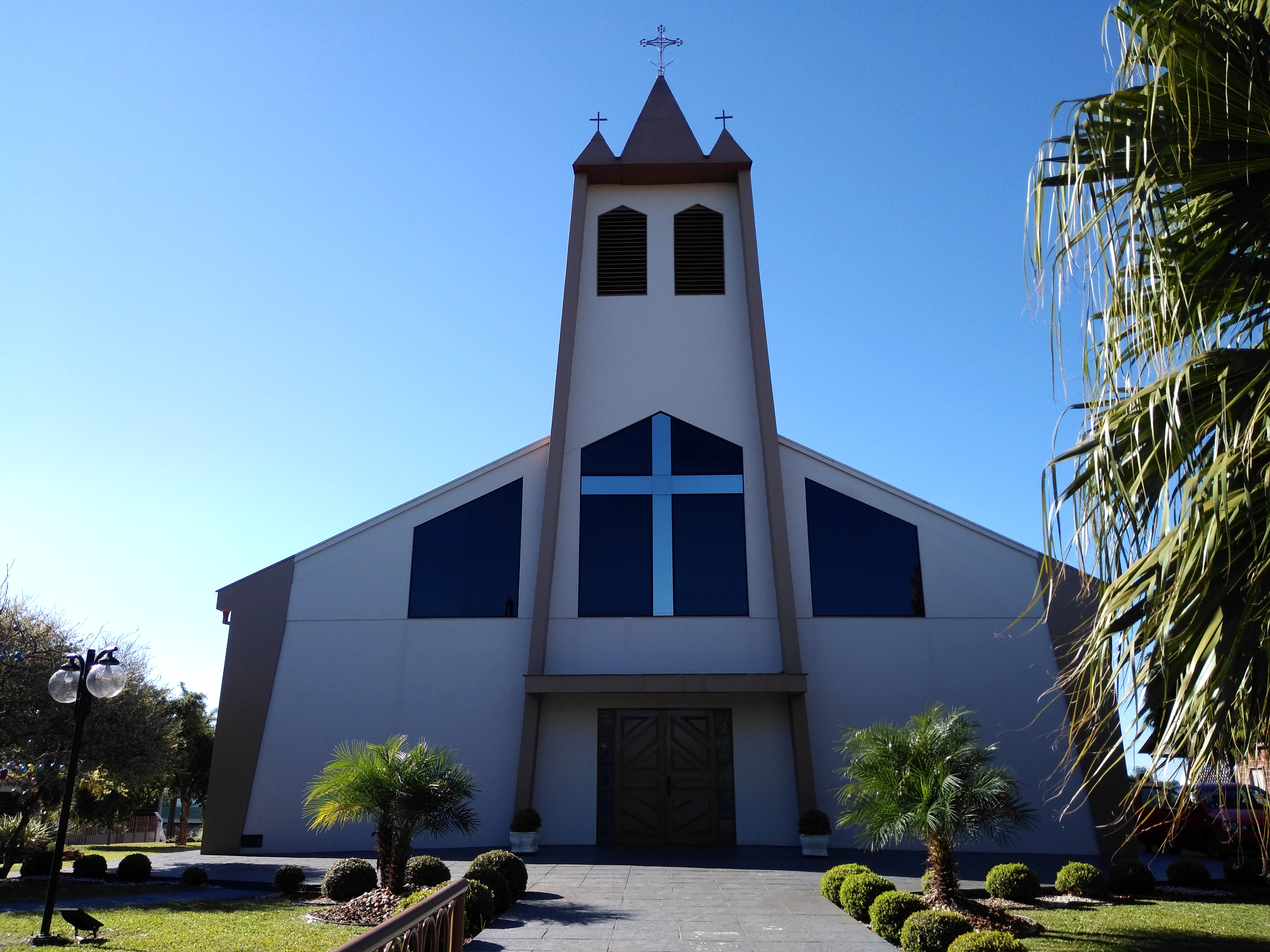
Templo da Igreja Luterana em Condor.

A comunidade luterana fez parte da Paróquia de Panambi até 1969. No entanto, os primeiros movimentos para a formação de uma paróquia em Condor remontam ao início de 1944. Na época, porém, optou-se pela criação do segundo pastorado em Panambi. Outra tentativa aconteceu em 1951, mas desta vez decidiu-se pela compra de um automóvel para agilizar o atendimento. A terceira mobilização aconteceu em 1962, sendo deixada de lado por questões financeiras. Em março de 1966 decide-se pela construção de uma casa paroquial, inaugurada em 1968, que serviu inicialmente de moradia do terceiro pastor de Panambi. A criação da Paróquia dar-se-ia somente em 29 de março de 1969. No interior, as comunidades constituíram-se principalmente nas décadas de 1920, 1930 e 1940.
O lado católico era atendido, antes de 1900, pelo padre José Spenlein que servia às comunidades da Paróquia do Divino Espírito Santo de Cruz Alta. Mais tarde, o padre de Palmeira das Missões visitava as famílias e ali celebrava as missas, pois não havia capela nem na cidade nem no interior. O primeiro templo católico foi inaugurado, possivelmente, em 1937. Com a criação da Paróquia São João Batista de Panambi, em 3 de fevereiro de 1952, Condor passou a fazer parte desta. Em 1967 foi construída a nova igreja, ao redor da antiga capela.
A partir de 1968 começou-se a estudar a possibilidade da criação de paróquia própria. O debate da paróquia voltou em 1979 e, em 22 de fevereiro de 1980, foi criada a Paróquia Santa Terezinha do Menino Jesus de Condor. Em 1990, começou a campanha para a construção de uma nova igreja. A construção começou em meados de 1993 e, em outubro do ano seguinte, o novo templo foi inaugurado. As capelas do interior foram construídas, principalmente, entre as décadas de 1930 e 1960.
A Igreja Evangélica Congregacional começou no interior, na década de 1930 e chegou à cidade na década de 1960, tornando-se paróquia independente de Panambi em 1994. A Igreja Batista começou a se reunir na década de 1910. A Igreja Evangélica Assembleia de Deus iniciou seus trabalhos em Condor na década de 1930. Outras denominações chegaram a partir dos anos 1980 e, principalmente, nas décadas de 1990, 2000 e 2010.
Atualmente, 43,5% dos habitantes são católicos, 56,1% luteranos e 0,3% espíritas.

## Símbolos
Brasão de armas: traz o condor, que dá nome ao município, uma automotriz e um trator, simbolizando a mecanização da lavoura, um ramo de soja e um de trigo.
Bandeira: formada por um losango de cor branca inscrito em um retângulo de cor azul, à semelhança da bandeira nacional, com o brasão de armas do município ao centro, traz as cores azul, verde e amarelo-ouro, cores que simbolizam os traços espirituais e morais da população, sua riqueza e as cores nacionais